# Elżbietów (Garwolin)
Pour les articles homonymes, voir Elżbietów.
Elżbietów (prononciation : [ɛlʐˈbjɛtuf]) est un village polonais de la gmina de Trojanów du powiat de Garwolin de la voïvodie de Mazovie dans le centre-est de la Pologne.
Il se situe à environ 7 kilomètres au nord de Trojanów (siège de la gmina), 21 kilomètres au sud-est de Garwolin (siège du powiat) et à 77 kilomètres au sud-est de Varsovie (capitale de la Pologne).

## Histoire
De 1975 à 1998, le village appartenait administrativement à la voïvodie de Siedlce.